# Gianluca Mancini
Gianluca Mancini, född 17 april 1996, är en italiensk fotbollsspelare som spelar för Roma.

## Klubbkarriär
Den 17 juli 2019 lånades Mancini ut av Atalanta till Roma på ett låneavtal över säsongen 2019/2020 och därefter med en tvingande köpoption. Han skrev på ett kontrakt fram till 2024 med Roma.

## Landslagskarriär
Mancini debuterade för Italiens landslag den 26 mars 2019 i en 6–0-vinst över Liechtenstein.